# Emika

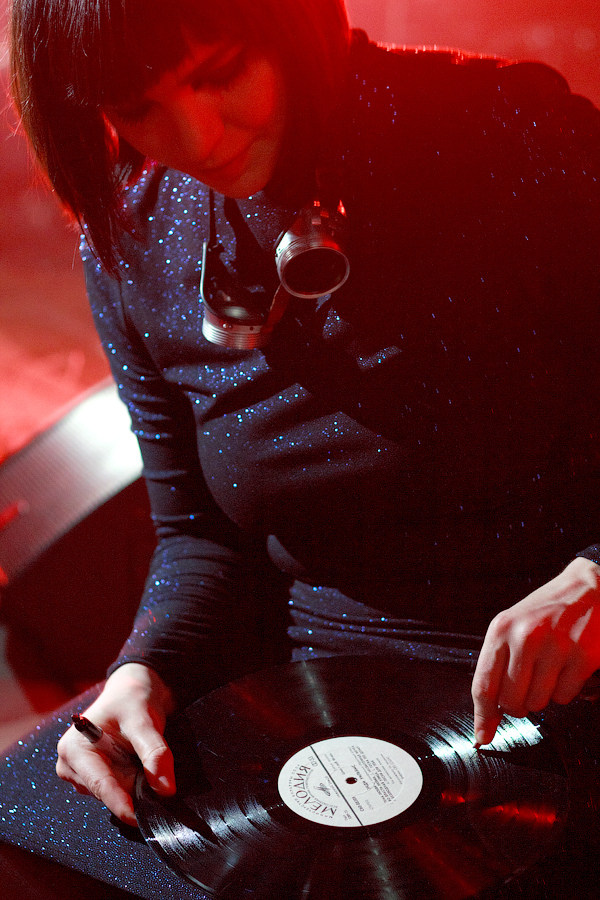
Emika (2011)

Emika (eigentlich Ema Jolly; * 1986) ist eine britische Musikerin und Musikproduzentin. Ihre Musik lässt sich den Genres Dubstep und Trip-Hop zuordnen.

## Leben
Ema Jolly ist Tochter eines Engländers und einer Tschechin. Sie wuchs im britischen Milton Keynes auf.
Sie erhielt eine klassische Musikausbildung am Klavier und in Komposition. Später studierte sie Musiktechnologie und arbeitete danach unter anderem als Sounddesignerin und als Praktikantin beim Musiklabel Ninja Tune, bevor sie ihre Karriere als Musikerin begann. 2007 zog sie nach Berlin.
Ihr Debütalbum Emika erschien 2011 bei Ninja Tune. 2013 folgte das zweite Album Dva. Seit dem Jahr 2014 veröffentlicht sie über ihr eigenes Label Emika Records.

## Diskografie (Auswahl)

### Alben
- 2011: Emika (Ninja Tune)
- 2013: Dva (Ninja Tune)
- 2015: Klavírní (Emika Records)
- 2015: Drei (Emika Records)
- 2017: Melanfonie (Emika Records)
- 2018: Falling In Love With Sadness (Emika Records)
- 2020: Klavírní Temná (Emika Records)
- 2024: Haze (Emika Records)

### Singles & EPs
- 2009: My My & Emika – Price Tag EP (Aus Music)
- 2010: Double Edge (Ninja Tune)
- 2010: Drop The Other (Ninja Tune)
- 2011: Count Backwards (Ninja Tune)
- 2011: Pretend / Professional Loving (Ninja Tune)
- 2011: Paul Frick feat. Emika – I Mean (Doppelschall)
- 2012: 3 Hours (Ninja Tune)
- 2012: Chemical Fever (Ninja Tune)
- 2013: Searching (Ninja Tune)
- 2013: Centuries (Ninja Tune)
- 2013: Klavirni EP (Ninja Tune)
- 2014: Melancholia Euphoria (Emika Records)
- 2016: Flashbacks (Emika Records)
- 2016: Forever / Never (Emika Records)
- 2019: Falling In Love With Sadness Remixes (Emika Records)